# Campos e Vila Meã
Campos e Vila Meã (oficialmente, União das Freguesias de Campos e Vila Meã) é uma freguesia portuguesa do município de Vila Nova de Cerveira, com 8,76 km² de área e 1751 habitantes (censo de 2021). A sua densidade populacional é 199,9 hab./km².
Um dos ex-líbris patrimoniais desta União de Freguesias é a Capela de Santa Luzia, localizada em Campos.

## História
Foi criada aquando da reorganização administrativa de 2013, resultando da agregação das antigas freguesias de Campos e Vila Meã.

## Demografia
A população registada nos censos foi:
| Distribuição da População por Grupos Etários | Distribuição da População por Grupos Etários | Distribuição da População por Grupos Etários | Distribuição da População por Grupos Etários | Distribuição da População por Grupos Etários | Distribuição da População por Grupos Etários |
| -------------------------------------------- | -------------------------------------------- | -------------------------------------------- | -------------------------------------------- | -------------------------------------------- | -------------------------------------------- |
| Antes da agregação                           |                                              |                                              |                                              |                                              |                                              |
| Ano                                          | 0-14 anos                                    | 15-24 anos                                   | 25-64 anos                                   | >= 65 anos                                   | Total                                        |
| 2001                                         | 235                                          | 216                                          | 796                                          | 270                                          | 1517                                         |
| 2011                                         | 261                                          | 185                                          | 947                                          | 320                                          | 1713                                         |
| Após a agregação                             |                                              |                                              |                                              |                                              |                                              |
| Ano                                          | 0-14 anos                                    | 15-24 anos                                   | 25-64 anos                                   | >= 65 anos                                   | Total                                        |
| 2021                                         | 215                                          | 185                                          | 990                                          | 361                                          | 1751                                         |